# Oltretorrente
L'Oltretorrente è un antico quartiere popolare di Parma.

## Storia
Iniziò a svilupparsi significativamente nel XIII secolo, dopo l'alluvione del 1177 che spostò a ovest il corso del torrente Parma distruggendo molte abitazioni del borgo Capo di Ponte e ne seguirono diverse modifiche urbanistiche.
Nel XVI secolo Parma diventò la capitale di uno Stato e l'Oltretorrente vide la costruzione di un grande giardino che in seguito sarebbe diventato il Parco Ducale.
Nel 1922 la città divenne teatro di una resistenza armata alle squadre fasciste che, dopo cinque giorni di combattimenti, risultò vittoriosa. Questa resistenza divenne nota come le barricate del '22.

## Caratteristiche

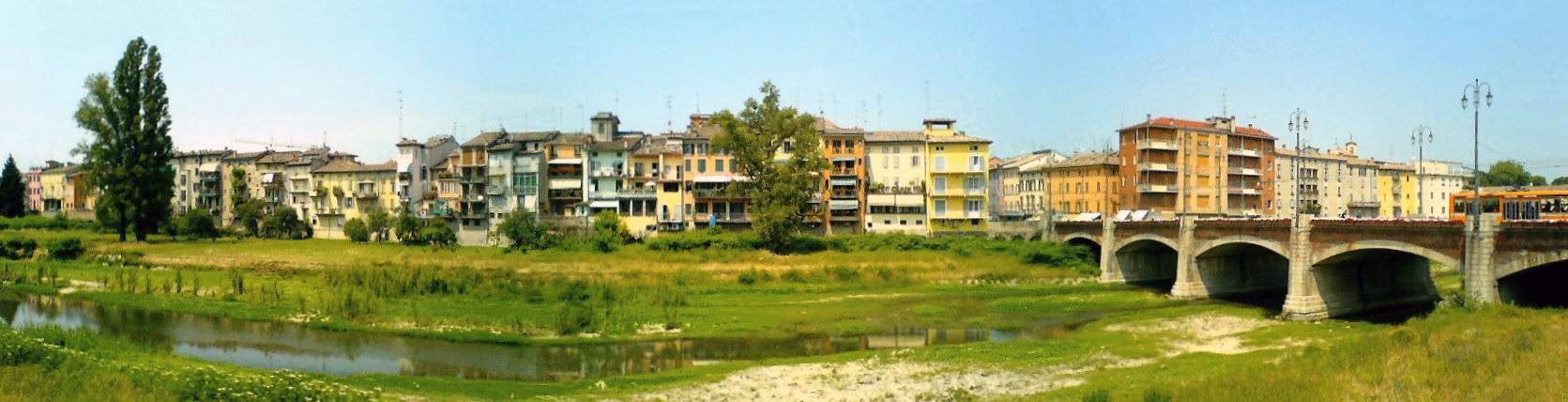
Quartiere Oltretorrente visto dal Lungoparma. Sulla destra è visibile il Ponte di Mezzo.

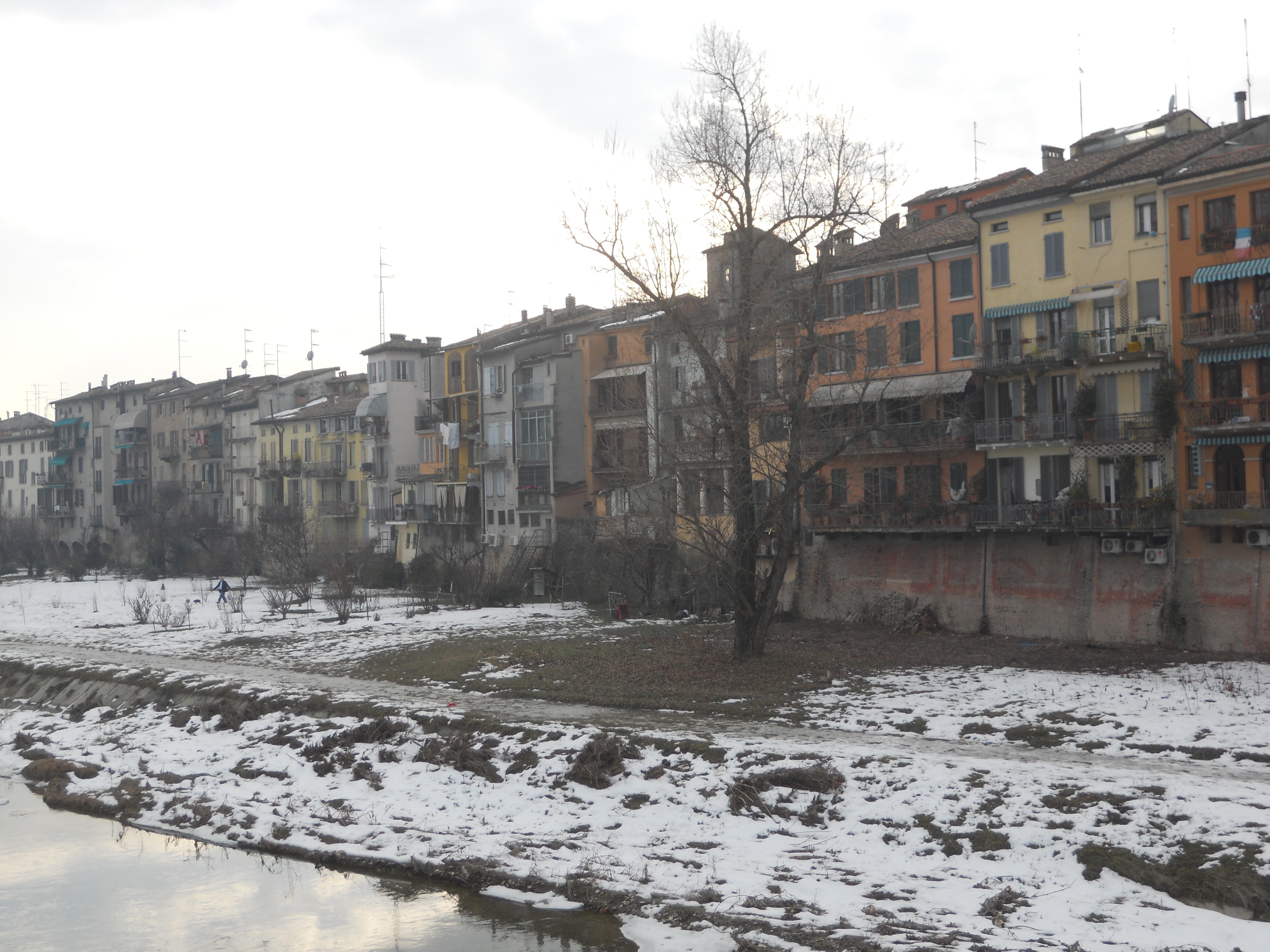
Panoramica dell'Oltretorrente in una giornata invernale

Situato di là dall'acqua (cioè di là dalla Parma) rispetto al centro della città, su una superficie globale di 1,1 km², tra il torrente Baganza e la linea ferroviaria Parma-La Spezia, è detto anche "Parma Vecchia", pur non essendo antico quanto il nucleo di origine romana. Durante il ventennio fascista venne in parte demolito. Questo risanamento fu decretato non solo per ragioni di salubrità ambientale ma anche per questioni politiche. Gli spazi creati vennero impostati su assi ortogonali, snaturando la storia di un antico tessuto abitativo medievale. Addirittura via Costituente venne creata con l'intenzione di svolgervi le grandi parate militari. È così che sono scomparsi alcuni tra i borghi più caratteristici di Parma, tra cui borgo delle Carra, borgo San Basilide, borgo Salici, borgo dei Minelli, sostituiti da palazzoni anni 40/50.

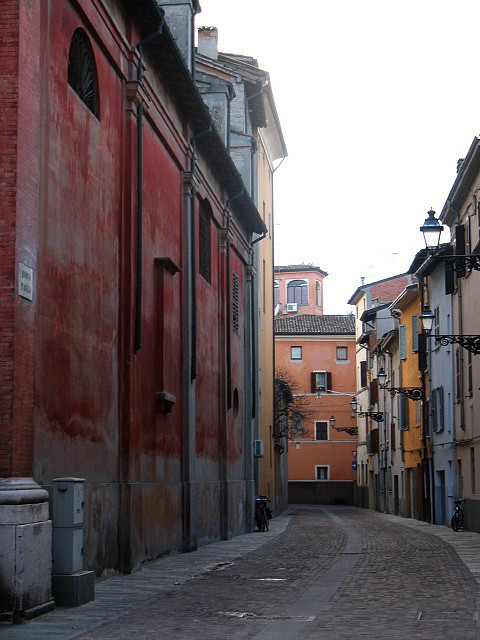
Borgo Paglia. Sulla sinistra è visibile un muro perimetrale, di colore rossastro, della Chiesa di San Giuseppe.

Durante la guerra venne bombardata la chiesa di Santa Teresa, a cui fece seguito il totale abbattimento di quello che ne restava e dell'intero convento. L'opera di distruzione è comunque proseguita anche nel dopoguerra, con la demolizione dell'intero isolato delimitato dalla chiesa dell'Annunziata, borgo Poi, via D'Azeglio, borgo Marodolo, e con la distruzione della Chiesa di San Giovanni a Capo Ponte e di Santa Maria di borgo Taschieri e del suo campanile che si affacciava su via D'Azeglio ed era stato utilizzato nel 1922 come vedetta sull'intero quartiere.
Nonostante tutte queste perdite, l'Oltretorrente conserva ancora angoli tra i più suggestivi di Parma, caratterizzati da case semplici ma molto pittoresche.
La denominazione di "Parma Vecchia" nacque nel XVI secolo, quando i Farnese operarono un consistente rinnovamento edilizio nel centro cittadino, che iniziò a essere chiamato "Parma Nuova".
Nelle sue, spesso misere, abitazioni l'Oltretorrente ha ospitato sempre gli abitanti più lontani e diversi, tanto che, anticamente, alcune aree erano dette Scozia o Svizzera.
Anche ai giorni nostri è il quartiere cittadino con la maggiore concentrazione di immigrati stranieri.
Questa vocazione all'ospitalità ha fatto di Parma Vecchia la parte più colorita, sanguigna e generosa della città.
Nei borghi echeggiano ancora le gesta degli Arditi del Popolo di Guido Picelli, le barricate contro il fascismo del 1922, la figura storica di padre Lino Maupas, ora beato.

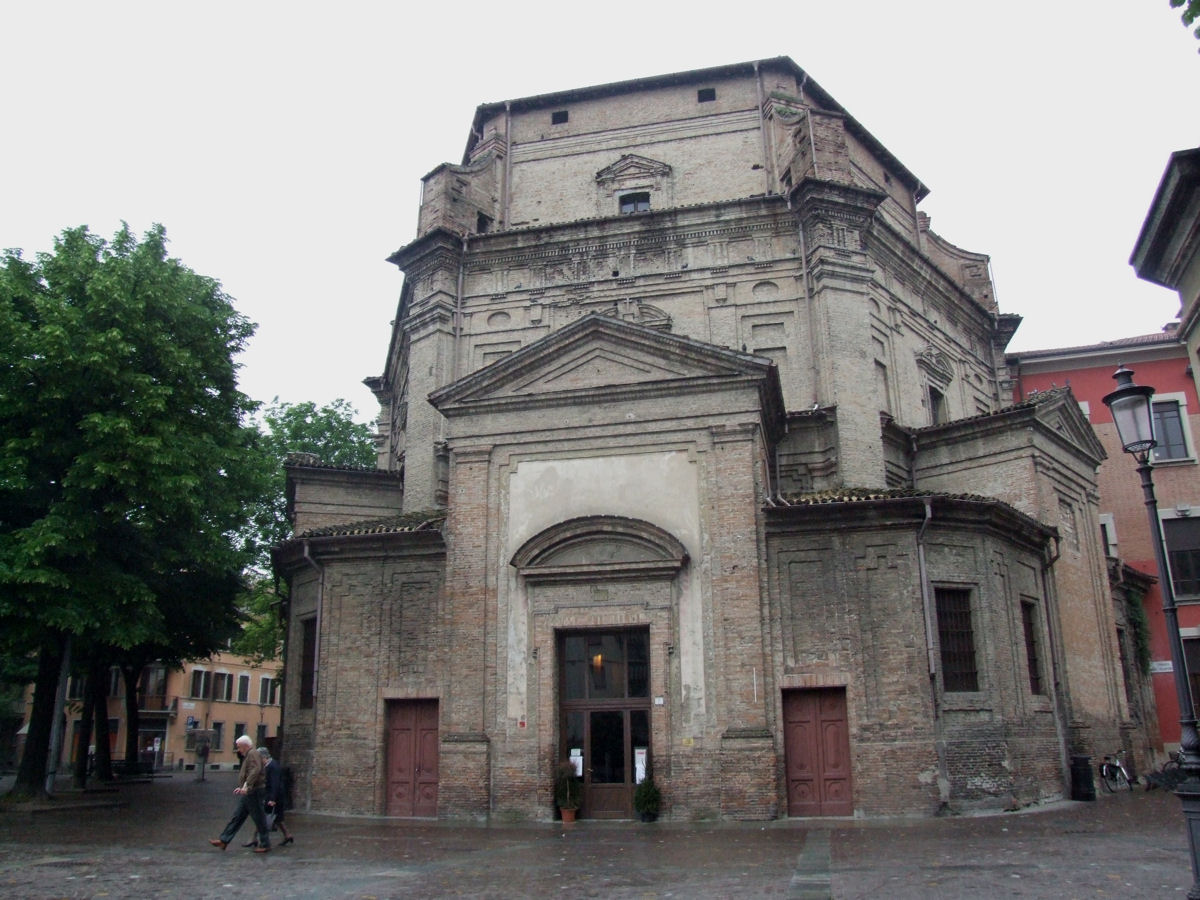
Chiesa di Santa Maria del Quartiere

(Tratto da un rapporto del 22 gennaio 1878 del prefetto di Parma Giuseppe Campi Bazan)

## Monumenti e luoghi d'interesse

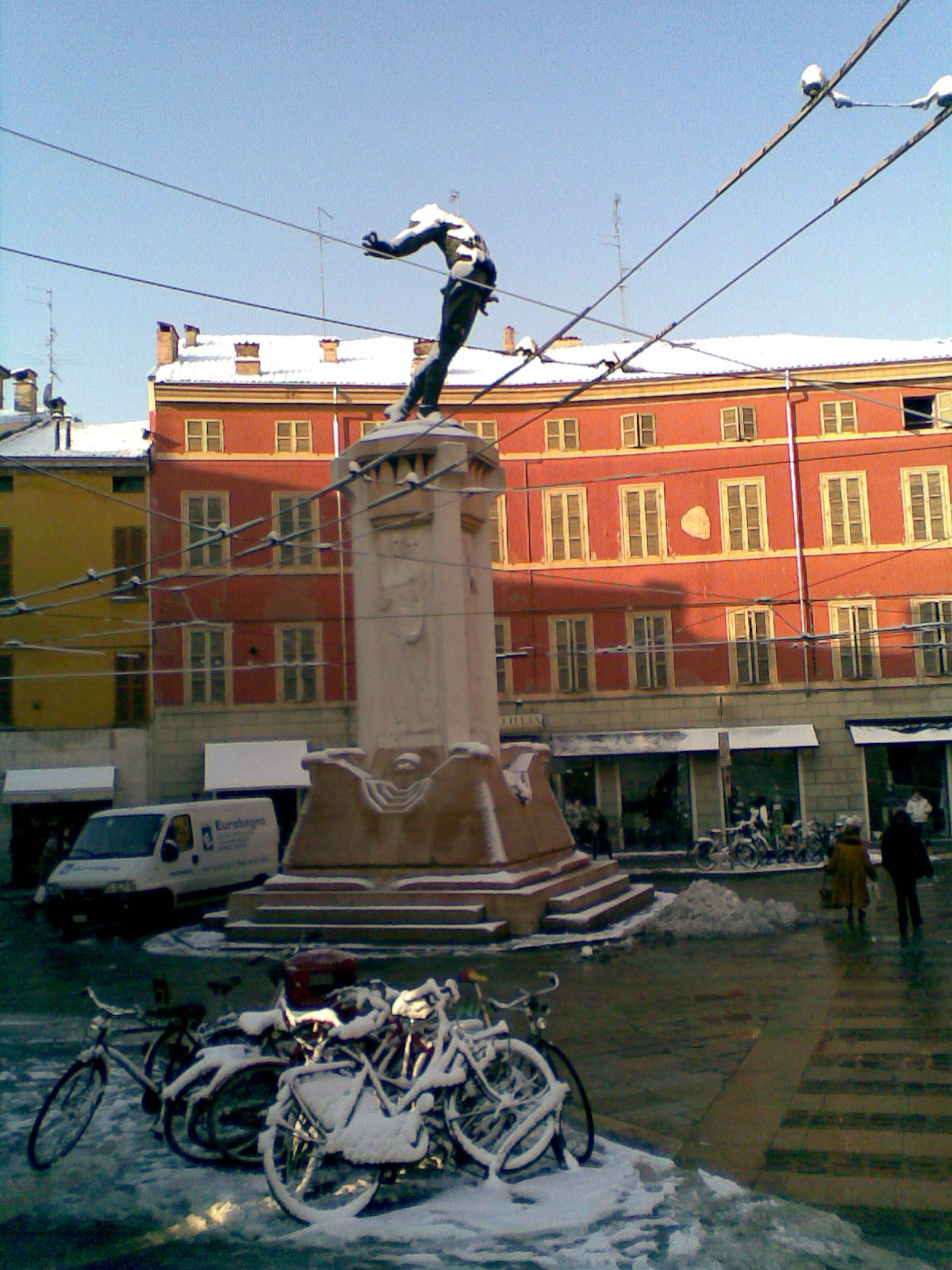
Monumento a Corridoni

L'Oltretorrente ospita vari edifici di interesse architettonico e storico:
- l'Ospedale Vecchio con l'annesso Oratorio di Sant'Ilario
- il Palazzo Ducale
- il Parco Ducale
- il Palazzetto Eucherio Sanvitale
- Casa natale di Arturo Toscanini
- la Porta Santa Croce
- la Porta San Francesco
- la barriera Bixio
- il Torrione Visconteo
- l'intera via della Salute
- le aranciaie del Palazzo Del Giardino
- I palazzi privati di alcune famiglie parmigiane, come i conti Sanvitale, i Grossardi e i Casanova

- Inoltre, le chiese di:
  - Santa Croce
  - Santa Maria del Quartiere
  - San Giuseppe
  - Santissima Annunziata
  - Santa Maria delle Grazie
  - San Giacomo
  - Santa Caterina
  - Ognissanti
- Le chiese sconsacrate di:

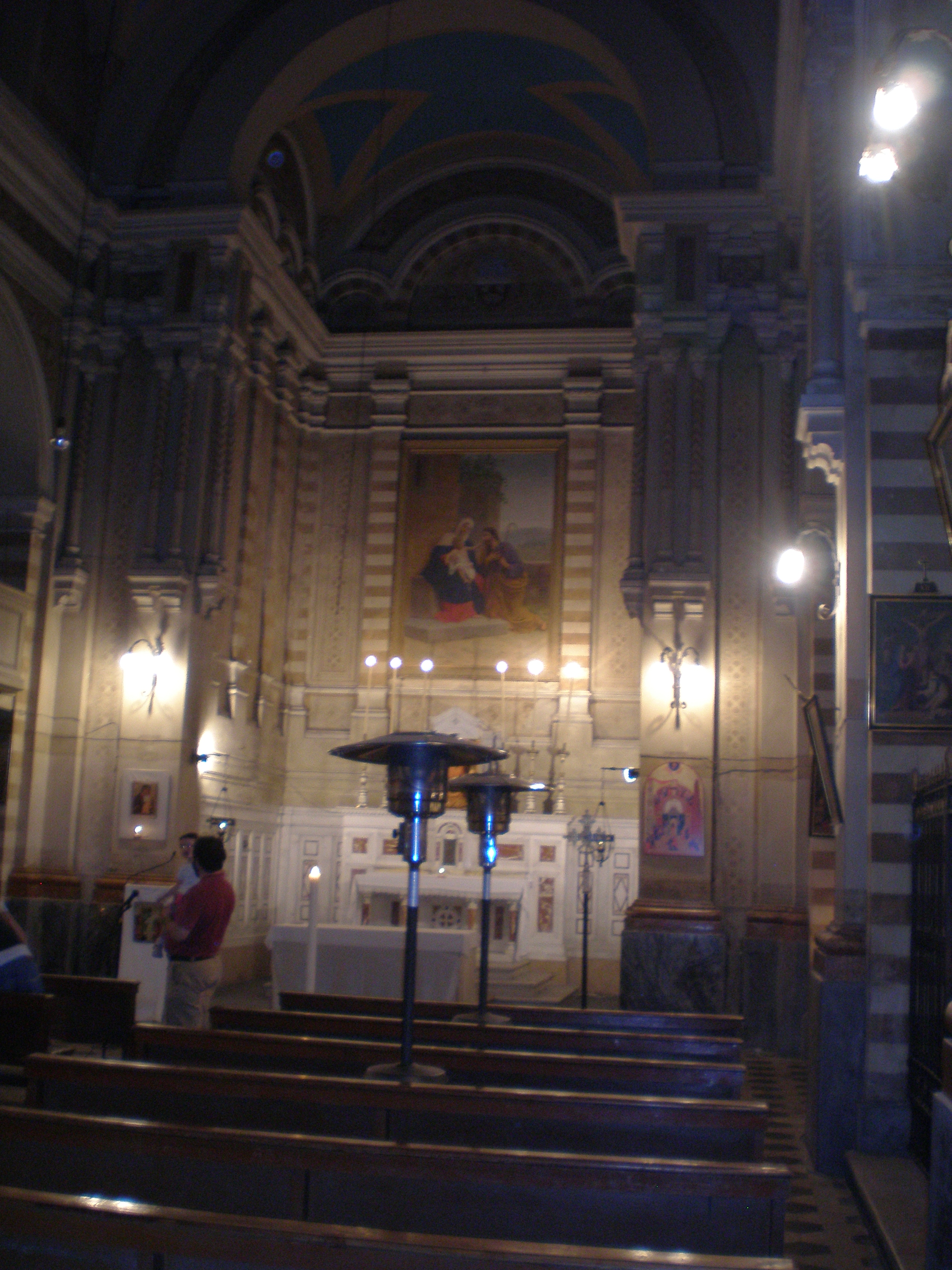
Interno della chiesa di San Giacomo Maggiore

  - Santa Maria del Tempio (o Santa Maria della Pace, o Santa Maria Maddalena)
  - Santa Cecilia
  - Santa Maria del Fiore
  - San Francesco di Paola (dei Paolotti)
  - San Giobbe
- Le chiese scomparse di:
  - San Basilide
  - Santa Maria in borgo Taschieri

## Gastronomia
Uno dei timbri fortemente identificativi del quartiere risiede nella gastronomia: fin dal XIX secolo l’Oltretorrente si caratterizza infatti per la fitta presenza di osterie (un tempo recanti la tipica insegna Vino e cucina), botteghe e drogherie strettamente radicate alla tradizione popolare: accanto ai ristoranti storici, piccoli negozi di spezie, pasta, salse, tè, biscotti in scatole di latta, selezioni di cioccolato, barattoli di caramelle costituiscono un unicum di attività a conduzione familiare tramandate di generazione in generazione. 

## Mostre
- Oltretorrente. Libri: conservare, consultare, scrivere e leggere come tradizione, carattere, valore e occasione.

Curatori: Guido Conti, Luca Farinotti.
Contributi: Antonio Riccardi,Tobias Jones, Paolo Cioni (Mattioli 1885), Manuela Cacchioli (MUP Editore), Cecilia Mutti (Berti Editore), Roberto Spocci.
Parma città d’oro, Fondazione Cariparma